# Meromyzobia
Meromyzobia is een geslacht van vliesvleugeligen uit de familie Encyrtidae. De wetenschappelijke naam van dit geslacht is voor het eerst geldig gepubliceerd in 1900 door Ashmead.

## Soorten
Het geslacht Meromyzobia omvat de volgende soorten:
- Meromyzobia albitegula De Santis, 1986
- Meromyzobia bifasciata (Ashmead, 1890)
- Meromyzobia brasiliensis (Subba Rao, 1971)
- Meromyzobia deserticola Gordh, 1987
- Meromyzobia flava Ashmead, 1900
- Meromyzobia flavicincta (Ashmead, 1888)
- Meromyzobia flavipes De Santis, 1972
- Meromyzobia fronto Noyes, 2010
- Meromyzobia gabarys Noyes, 2010
- Meromyzobia gripha De Santis, 1968
- Meromyzobia halpas Noyes, 2010
- Meromyzobia hekate Noyes, 2010
- Meromyzobia hystrix Noyes, 2010
- Meromyzobia lapryx Noyes, 2010
- Meromyzobia lebatryx Noyes, 2010
- Meromyzobia maculipennis (Ashmead, 1893)
- Meromyzobia medusa Noyes, 2010
- Meromyzobia melanosoma Gordh, 1987
- Meromyzobia pedicelata Gordh, 1987
- Meromyzobia plaumanni (Subba Rao, 1971)
- Meromyzobia sephax Noyes, 2010
- Meromyzobia texana Gordh, 1987
- Meromyzobia trex Noyes, 2010
- Meromyzobia trifasciata De Santis, 1972
- Meromyzobia unifasciata Ashmead, 1900